# Málaga (stad)
Málaga is een gemeente en de op een na grootste stad van Andalusië, en de op vijf na grootste stad van Spanje. Het is de hoofdstad van de gelijknamige provincie Málaga.
In 2007 had de stad een officieel inwonertal van 561.250. In de stadsomgeving van Málaga woonden in die periode in totaal 1.074.057 mensen. De stad ligt aan de Middellandse Zee, aan de Costa del Sol op circa 140 kilometer afstand van de Straat van Gibraltar. Málaga wordt omgeven door bergen, de zogenoemde Heuvels van Axarquía, en wordt doorkruist door twee rivieren, de Guadalmedina en de Guadalhorce die beide uitmonden in de Middellandse Zee. De stad heeft een zomers mediterraan klimaat, maar heeft door de ligging aan zee minder last van de extreme hitte dan bijvoorbeeld Sevilla. De stad kent milde winters met temperaturen rond de 20 graden, waarbij vooral de nachten merkbaar zachter zijn dan in het binnenland van Andalusië.
De inwoners van Málaga staan bekend als Malagueños en in de volksmond soms als boquerones (ansjovissen). De burgemeester van de stad is sinds 2000 Francisco de la Torre Prados van de rechtse politieke partij Partido Popular.

## Geschiedenis

### Ontstaan van Málaga
Op de plek van het 21e-eeuwse Málaga, stond ooit een nederzetting van de Turdetani, een pre-Romeins volk dat het zuiden van het Iberisch Schiereiland bewoonde. Er bestaan twee theorieën over hoe de stad werd gesticht. Volgens een van deze, werd Málaga rond 1000 v.Chr. gesticht als een van de koloniën van de Feniciërs. In 1999 is een nederzetting gevonden in de monding van de Guadalhorce gedateerd met C14 op de 11e eeuw v.Chr.. Het betreft waarschijnlijk de oudste en meest uitgebreide Fenicische factorij in Spanje, vanwege de gunstige ligging aan de Middellandse Zee, en de mogelijkheden tot aanleg van een haven aan de voet van de berg Gibralfaro.
Een andere theorie zegt dat de stad gesticht werd als kolonie door Grieken afkomstig uit Phocea, en de naam Mainake kreeg. Het bezwaar hiertegen is dat bewijs ervan alleen is gevonden in enkele schriftelijke documenten. Er zijn nooit onbetwiste archeologische resten van civilisatie gevonden die wijzen op Griekse stichters uit Phocea. Hoe dan ook, in de nabijgelegen plaatsen Antequera, Nerja, Comares en Rincón de la Victoria heeft men sporen gevonden van een veel eerdere civilisatie, wellicht van het legendarische Tartessos. De stad stond in elk geval bekend als Malaka. Ook al wordt vaak beweerd dat deze naam afstamt van het Fenicische woord voor zout, is dat taalkundig gezien niet geloofwaardig. Hoogstwaarschijnlijk komt de naam van de semitische term m-l-k-t, Melkart oftewel God van de stad (Malik Kart). Melkart was de god van de handel; zijn plaats van verering is vrij vertaald een markt. Analoog betekent Medina niet alleen stad maar ook markt. Naast de Fenicische halfgod Melkart werd in heel Andalusië ook de godin Astarte, godin van de hemel, liefde en vruchtbaarheid in de semitische mythologie, vereerd.

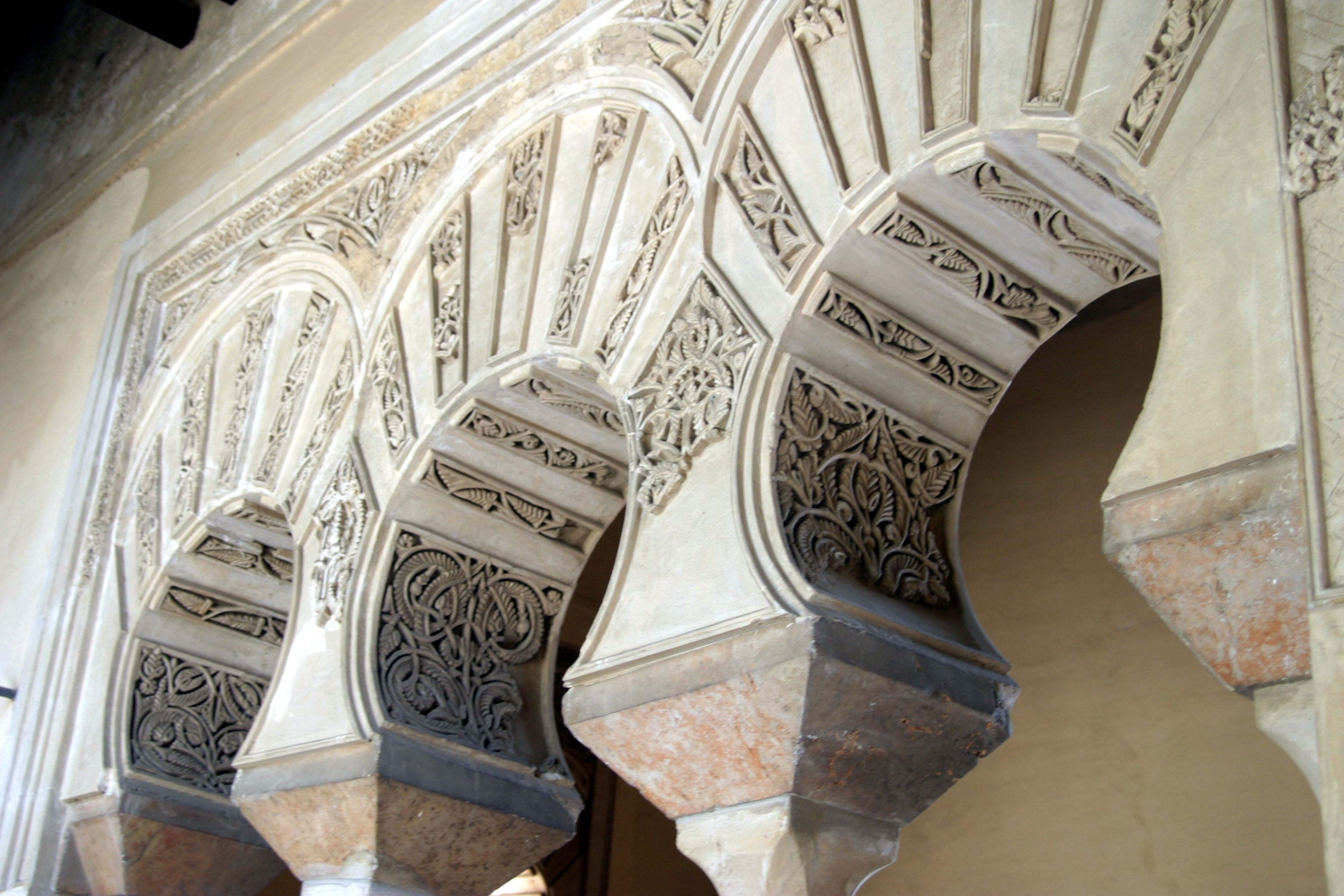
Het Moorse Alcazaba

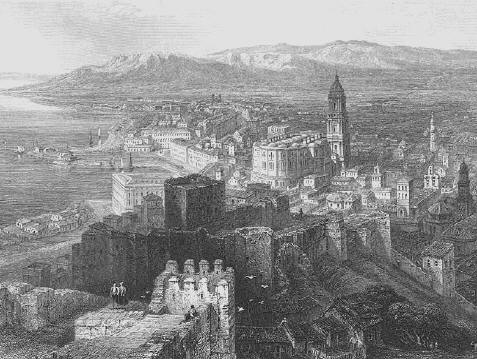
Málaga in 1836

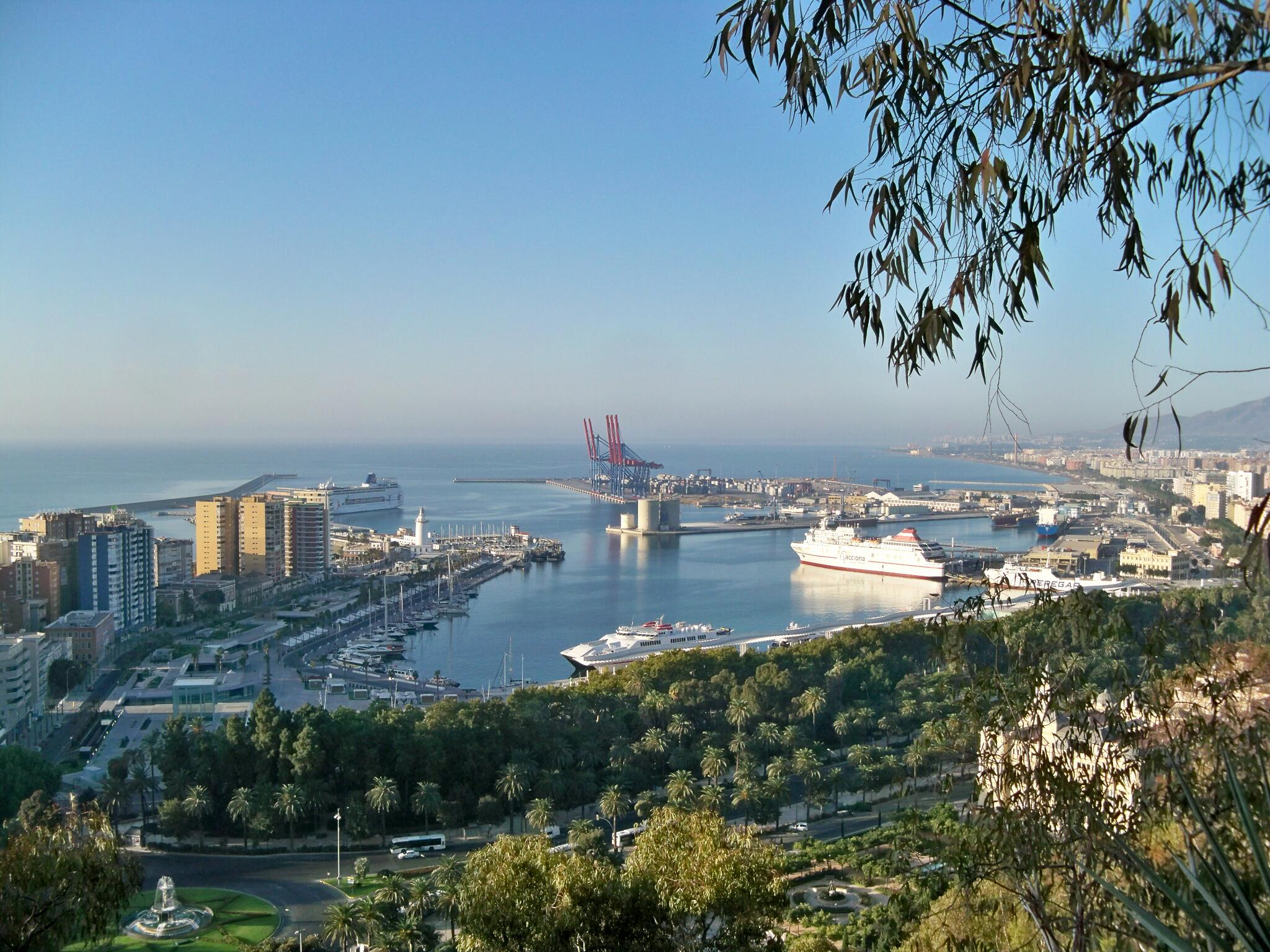
Haven van Málaga

### Romeinen en Carthagers
Wat wel zeker is, is dat Málaga in de 6e eeuw v.Chr. werd veroverd door de Carthagers, die in die periode de handelspositie van de Feniciërs in de westelijke Middellandse Zee overnamen. In het jaar 218 v.Chr. echter wordt de stad wederom veroverd, ditmaal door de Romeinen, tijdens de Tweede Punische Oorlog. De Romeinen schiepen vele belangrijke bouwwerken in de stad, waaronder de haven en het Romeinse theater. Málaga kreeg in deze periode ook haar officiële stadsrechten. Málaga groeide in deze tijd uit tot een belangrijk centrum van de regio, met een groeiende gemeenschap intellectuelen en kunstliefhebbers.

### Germanen en Visigoten
Aan het succes gedurende de Romeinse tijd in Málaga kwam een abrupt einde in het jaar 411, toen de stad werd veroverd door de Germaanse Visigoten. In de 6e eeuw probeert keizer Justinianus I van het (Oost)-Romeinse Rijk het oorspronkelijke Romeinse Rijk te herstellen en herovert onder andere Málaga op de Germanen. In het jaar 623 komt de stad weer in Visigotische handen.

### Moren
In de 8e eeuw werd het grootste deel van het Iberisch Schiereiland veroverd door de Moren. Vanaf dat moment maakte ook Málaga deel uit van het islamitische rijk Al-Andalus, en de stad kreeg de naam Malaqah. Aan het begin van de 11e eeuw werd het kalifaat Córdoba, waar ook Málaga bij hoorde, verdeeld in 40 verschillende ‘taifarijken’. Málaga werd nu de hoofdstad van haar eigen rijk, Rayya, een onafhankelijke deelstaat van het Moorse rijk. Rayya werd onder meer veroverd door het taifarijk Granada, de Almohaden en de Almoraviden. Deze laatste Berberse bevolkingsgroep bezette de stad van 1089 tot 1143, toen de stad in handen kwam van de Moorse koning Ibn Hud, die een hekel had aan de Almoraviden en hen meteen uit de stad verbande. Na zijn dood in 1238 werd de stad aangeboden aan de koning van Granada: Mohammed I van Córdoba. In het jaar 1348, toen de rest van Europa werd geplaagd door een grote pestepidemie, werden in Málaga het Alcazaba en het Kasteel op Gibralfaro voltooid, de twee belangrijkste monumenten van de Moorse samenleving in de stad.

### Reconquista
Tijdens de Reconquista, oftewel de herovering van het land door de Spaanse katholieke koningen, bouwden de Moren een groot aantal verdedigingstorens rondom Málaga, zoals de Puerto de la Torre, Alhaurín de la Torre en Alhaurín el Grande. De herovering van Málaga, tijdens de Oorlog van Granada, verliep langzamer dan in welke andere Spaanse stad ook, en de inval van de katholieke koningen in 1487 leidde tot een zware strijd, waarbij erg veel doden vielen. Echter tevergeefs, want Málaga werd nog steeds verdedigd door het Moorse leger van het Rijk van Granada. Het Spaanse leger verwoestte daarom de oogst rondom de stad en blokkeerde de watertoevoer, zodat Málaga zich na zes maanden wel moest overgeven. Tijdens het beleg van Málaga werd de katholieke Spaanse koningin Isabella I bijna gedood. Koning Ferdinand II besloot een extreem zware straf op te leggen. De Moorse bevolking werd door de Spanjaarden veroordeeld tot slavernij of de doodstraf en naar schatting werden meer dan 15.000 Moren tot slaven gemaakt. Een aantal jaren later telde de stad ongeveer 1000 Spaanse inwoners en werd begonnen aan de bouw van vier katholieke kerken: de San Juan, Sagrario, Santiago en Santos Mártires. In de 16e, 17e en 18e eeuw groeide de stad van 3616 naar 4296 families, ondanks verschillende epidemieën, aardbevingen, overstromingen en gewapende conflicten.
In 1585 gaf koning Filips II de opdracht om de haven van de stad nieuw leven in te blazen, en in 1588 werd een dijk aangelegd, die ervoor zorgde dat de haven kon worden uitgebreid. In de daaropvolgende eeuwen werd de haven steeds belangrijker. In 1791 kreeg de haven haar eigen douanegebouw.

### 19e eeuw
Málaga stond kort onder het Franse bewind van Napoleon Bonaparte, van 1810 tot 1812. In dat laatste jaar werd namelijk de Constitutie van Cádiz getekend, waardoor het weer een Spaanse stad werd, en haar eigen burgemeester mocht aanstellen.
Tijdens de industriële revolutie was Málaga de belangrijkste industriestad van Spanje, belangrijker zelfs dan Madrid en Barcelona. Málaga kreeg in die tijd dan ook de bijnaam “Fabrieksstad”. Málaga was in de 19e eeuw een belangrijk centrum van liberale politieke ideeën, die protesteerden tegen de regering. De 19e eeuw was een roerige periode in de Spaanse geschiedenis, en Málaga was de uitvalsbasis voor vele revolutionaire bewegingen in opstand tegen de regering. Op 11 februari 1873 verliet koning Amadeus van Savoye de troon en ontstond de “Eerste Spaanse Republiek”. Málaga was fel tegen deze Spaanse eenwording, en verklaarde zichzelf een ‘kanton’, dat de start van de ‘Kantonnale Revolutie’ in Spanje betekende.
- In 1865 wordt een spoorlijn aangelegd tussen Málaga en Córdoba.
- In 1891 wordt de Calle Marqués de Larios aangelegd, de bekendste en belangrijkste commerciële straat in het historische centrum.

### De 20e eeuw en modern Málaga
In 1919 werd het vliegveld van Málaga geopend, waar de eerste internationale lijnvlucht in Spanje begon: tussen Toulouse, Barcelona, Alicante, Málaga en Casablanca. Tijdens de Spaanse Burgeroorlog in de jaren dertig werd Málaga gebombardeerd door de fascistische Italiaanse luchtmacht, omdat Mussolini de opstand van Francisco Franco steunde. Hierop volgde een massale vlucht van de bevolking naar Almería. Na het einde van de Spaanse Burgeroorlog en het begin van de dictatuur begon voor Málaga een relatief stabiele periode. De stad onderging in de jaren vijftig en zestig een grote economische hausse door de plotselinge opkomst van het toerisme aan de Costa del Sol. Veel andere vormen van onafhankelijke economische ontwikkeling werden echter verboden. In 1972 werd de Universiteit van Málaga opgericht, voorheen had de stad alleen een faculteit van de Universiteit van Granada, en was het de enige stad van Europa met meer dan 300.000 inwoners zonder universiteit.
Na de val van het Franco-regime heeft Málaga zich opgewerkt tot een van de economische centra van Spanje. Met name sinds het jaar 2000 heeft de stad een belangrijke positie ingenomen op cultureel en economisch gebied. De stad heeft inmiddels haar eigen Picassomuseum en een Moderne Kunstmuseum. Economisch gezien zorgt de stad voor ongeveer de helft van de handel in Andalusië, en verwacht wordt dat de stad zal groeien door de uitbreiding van het vliegveld, de nieuwe verbinding met de hogesnelheidslijn naar Madrid en de aanleg van een deels ondergronds tramnet.

## Ligging

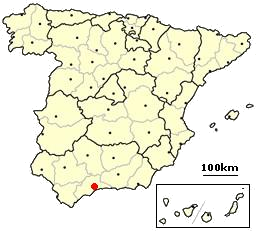
Ligging van Málaga

Afstanden naar andere steden:
- Almería: 209 kilometer
- Barcelona: 990 kilometer
- Cádiz: 243 kilometer
- Córdoba: 163 kilometer
- Granada: 128 kilometer
- Ronda: 117 kilometer
- La Coruña: 1125 kilometer
- Lissabon: 612 kilometer
- Madrid: 538 kilometer
- Sevilla: 219 kilometer
- Valencia: 622 kilometer
- Zaragoza: 834 kilometer

## Klimaat

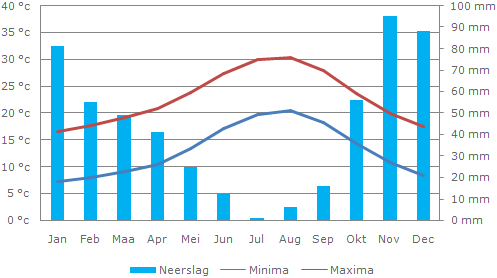
Klimaatgrafiek Málaga

Málaga heeft een Mediterraans en subtropisch klimaat. De gemiddelde maximumtemperatuur van augustus is 30,3 graden en de gemiddelde minimumtemperatuur in januari is 7,5 graden, hoog voor Europese begrippen. Het klimaat van de stad staat vooral bekend om zijn mildheid. Het heeft er sinds circa 1900 niet gevroren, afgezien van een minimumtemperatuur van -0,1 graad in 2005, die schade toebracht aan mangobomen en de sinaasappelbloesem. Over het algemeen zijn de zomers voor Spaanse begrippen niet extreem heet, door de overheersende zeebries Levante. De maximumtemperatuur schommelt rond de 30 graden, behalve wanneer een soort föhn, de Terral over de stad waait. In dat geval, zo'n 15 dagen per jaar, stijgt de temperatuur vaak tot boven 40 graden celsius en in 1994 zelfs tegen 50 graden. De gevoelstemperatuur is in die perioden nog veel hoger.
| Maand                          | jan | feb | mrt | apr | mei | jun | jul | aug | sep | okt | nov | dec | Jaar |
| ------------------------------ | --- | --- | --- | --- | --- | --- | --- | --- | --- | --- | --- | --- | ---- |
| Gemiddeld maximum (°C)         | 14  | 14  | 16  | 18  | 21  | 26  | 28  | 28  | 25  | 23  | 16  | 18  | 20,5 |
| Gemiddeld minimum (°C)         | 10  | 10  | 11  | 13  | 15  | 19  | 22  | 23  | 20  | 18  | 14  | 12  | 15,5 |
|                                |     |     |     |     |     |     |     |     |     |     |     |     |      |
| Neerslag (mm)                  | 21  | 26  | 26  | 18  | 11  | 6   | 1   | 4   | 12  | 27  | 29  | 26  | 207  |
| Bron: Weer in Málaga (maanden) |     |     |     |     |     |     |     |     |     |     |     |     |      |

## Economie
Málaga is een havenstad en de haven is dan ook de belangrijkste bron van inkomsten. Buiten dat is het een toeristische bestemming. Iets wat vooral geldt voor nabijgelegen plaatsen zoals Torremolinos en het chique Marbella. De haven is ook een aanlegplaats voor cruiseschepen die de Middellandse Zee bevaren. De haven is getransformeerd en moet een van de belangrijkste van Zuid-Europa worden. In de stad bevinden zich onder andere bedrijven zoals Fujitsu Siemens, San Miguel, Vitelcom en de Spaanse bank Unicaja.

## Bevolking
Met ruim 560.000 inwoners is Málaga de zesde stad van Spanje. De agglomeratie van Málaga is de op vier na grootste van het land, met iets meer dan 1 miljoen inwoners, en beslaat onder andere Marbella, Torremolinos, Benalmádena, Fuengirola en Rincón de la Victoria. In de jaren zestig, tijdens de dictatuur van Franco, emigreerde een groot deel van de stadsbevolking naar beter ontwikkelde Noord-Europese landen, met name Duitsland en Zwitserland, op zoek naar werk. Het inwonertal van Málaga is de laatste vijftien jaar vrijwel constant gebleven, veel voorsteden hebben hun inwonertal echter verdubbeld of zelfs verdrievoudigd.

### Demografische ontwikkeling
Bron: INE; 1857-2011: volkstellingen
Opm: Bevolkingscijfers in duizendtallen; aanhechting van Churriana (1910), Torremolinos (1930) en Olías (1950); afstand van Torremolinos (1991)

### Districten
Málaga is in te delen in tien stadsdistricten, die elk weer zijn onder te verdelen in tientallen wijken. De tien stadsdistricten zijn:
- Centro
- Este
- Ciudad Jardín
- Bailén – Miraflores
- Palma – Palmilla
- Cruz de Humilladero
- Carretera de Cádiz
- Churriana
- Campanillas
- Puerto de la Torre

## Bezienswaardigheden
- Alcazaba (Arabisch fort)

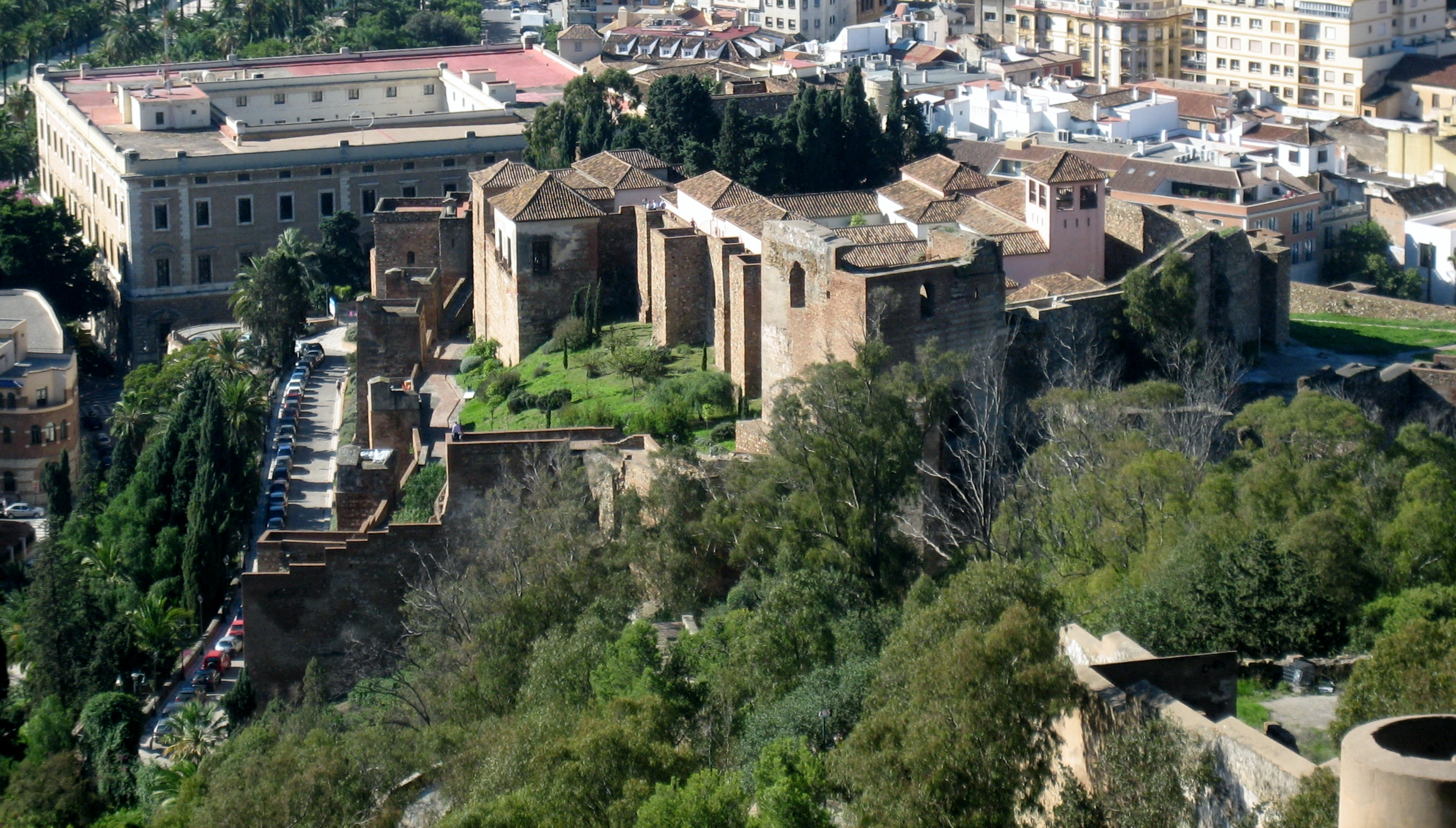
Alcazaba, gezien vanaf Gibralfaro

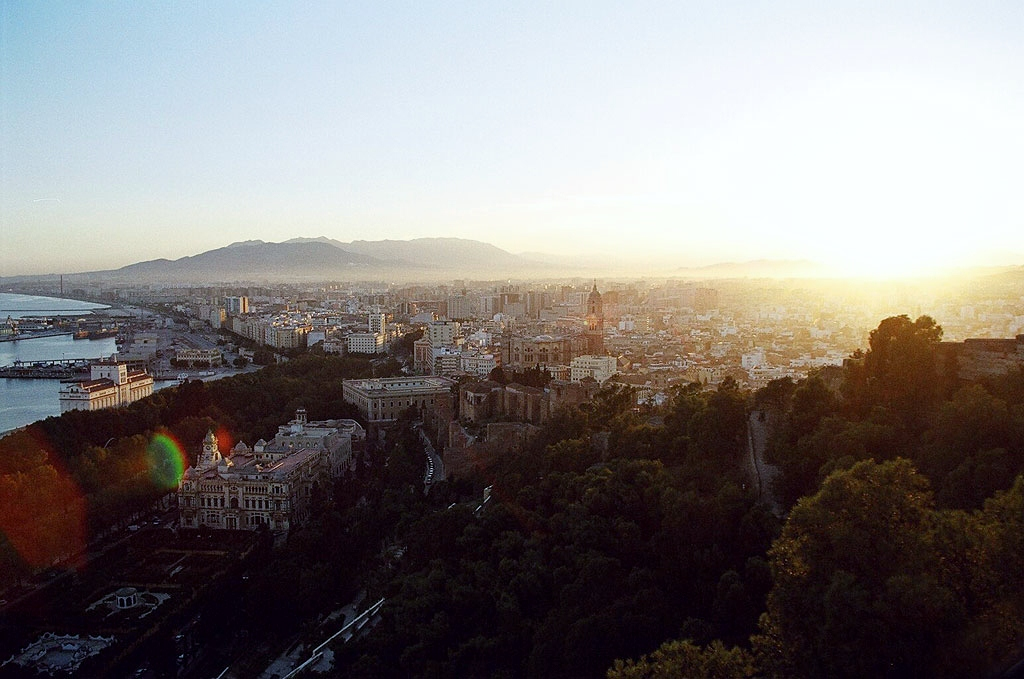
Uitzicht over de stad

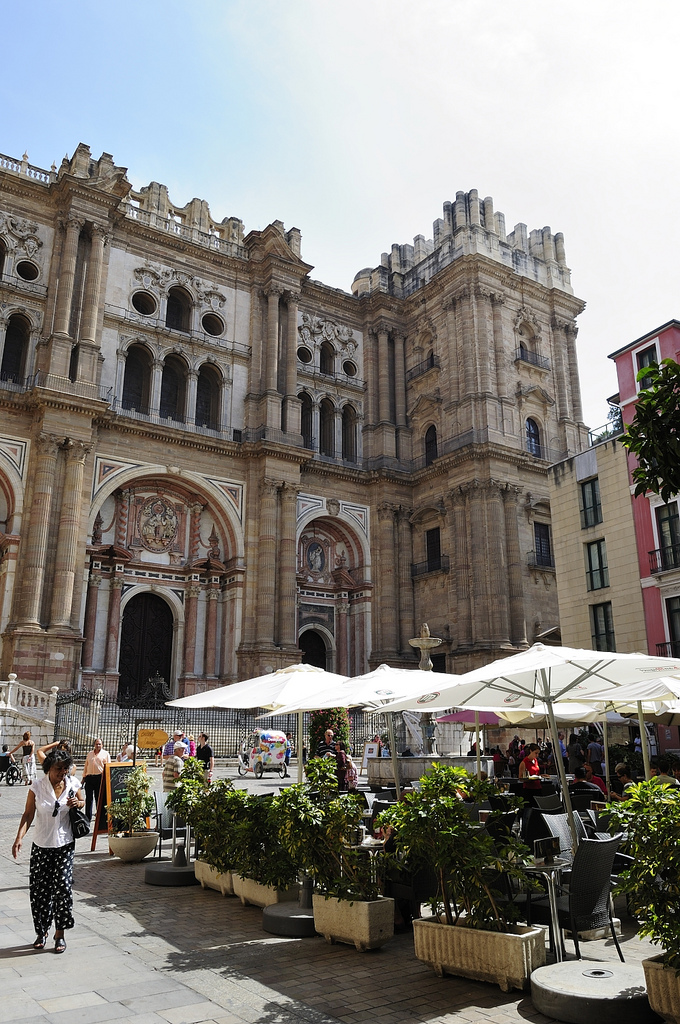
De Kathedraal

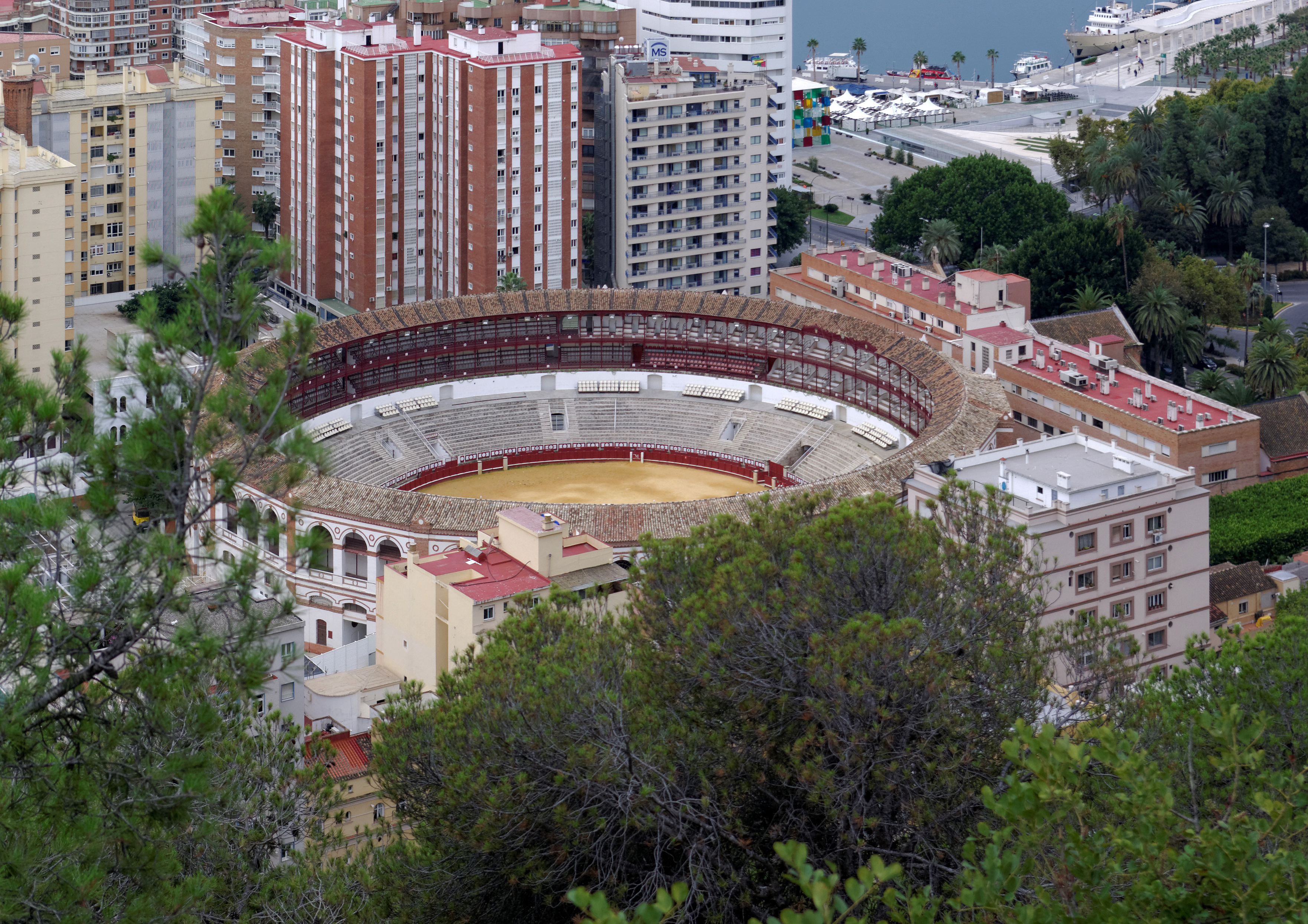
Plaza de Toros aan de zee

Dit fort is gebouwd door de Moren in de 11e eeuw. Destijds diende het als een paleis.
- Castillo de Gibralfaro (kasteel op de heuvel Gibralfaro)

Is gebouwd in de 14e en 15e eeuw, om de Alcazaba te verdedigen.
- Catedral de Málaga

De bouw begon in 1528, nadat de christenen Málaga hadden veroverd. De bouw was pas circa 250 jaar later voltooid, waardoor hij verschillende bouwstijlen heeft.
- Catedral de la Encarnación (neoklassieke kathedraal)
- De haven van de stad
- Jardín de la Concepción (botanische tuin uit 1855 met Strelitzia nicolai en gatenplanten, aan de noordrand van Malaga).
- Parque de Malaga (parkstrook met planten uit het tropische regenwoud zoals Philodendron en Heliconia, tussen de haven en oude centrum van Malaga)
- Kerk: Iglesia del Sagrario
- Kerk: Iglesia Parroquil de Santiago
- Palacio de los Condes de Buenavista (kasteel van de graven)
- Palacio Episcopal (bisschoppelijk paleis).
- Plaza de Toros (arena voor stierengevechten)

### Musea
- Museo Picasso de Málaga
- Museo Carmen Thyssen
- Centro Pompidou de Málaga
- Centro de Arte Contemporáneo de Málaga (museum voor moderne kunst)
- Museo de Bellas Artes (museum voor schone kunsten)
- Museo Municipal de Málaga (stedelijk museum)
- Interactief muziekmuseum van Málaga (MIMMA)
- Museo de Artes y Tradiciones Populares (museum van populaire tradities)
- Museo Císter
- Museo Catedralicio de Málaga
- Museo Jorge Rando
- Museo Taurino Antonio Ordoñez
- Museo del Vino-Málaga
- Museo de la Imaginación

## Verkeer

### Openbaar vervoer
Het openbaar vervoer binnen de stad Málaga bestaat uit 34 stadsbuslijnen en 4 nachtbuslijnen. Sinds de zomer van 2014 beschikt de stad over een ondergronds tramnetwerk (semimetro): de Metro de Málaga.
Per trein kan Málaga vanuit alle hoeken van Spanje worden bereikt, er zijn directe verbindingen naar Madrid, Barcelona, Valencia en vrijwel alle Zuid-Spaanse steden. Málaga werd in 2007 aangesloten op het Spaanse hogesnelheidsnetwerk AVE, met directe verbindingen naar Córdoba en Madrid. Ook heeft Málaga haar eigen netwerk van Cercanías Málaga (voorstadstreinen), dat de stad met een groot aantal plekken in de Provincie Málaga verbindt.

### Havens
De zeehaven van Málaga ontvangt jaarlijks het op een na grootste aantal cruiseschepen van Spanje, na Barcelona. Vanuit het vliegveld van Málaga bestaan lijnvluchten naar vrijwel alle Spaanse steden en een aantal Europese en Noord-Afrikaanse steden.

## Sport
De belangrijkste voetbalclub van Málaga is Málaga CF, dat het Estadio La Rosaleda als thuisbasis heeft. In het stadion kunnen 33.000 toeschouwers een wedstrijd bijwonen. Toen Málaga speelstad was voor het WK voetbal van 1982 werden daar wedstrijden gespeeld.
Verder bevindt het Estadio Ciudad de Málaga zich in de stad, een modern stadion voor atletiek.

## Geboren
- Diego Hoces (circa 1490-1538), medestander van Ignatius van Loyola
- Manuel Font Fernández de la Herrán (1862-1943), componist en dirigent
- Pablo Picasso (1881-1973), kunstschilder, tekenaar, beeldhouwer, grafisch kunstenaar en keramist
- Antonio Tejero (1932), luitenant-kolonel, leider van mislukte staatsgrepen
- Antonio Banderas (1960), acteur
- Alexis Ruano (1985), voetballer
- Pablo Alborán (1989), singer-songwriter en muzikant
- Francisco Portillo (1990), voetballer
- Recio (1991), voetballer
- Samuel Castillejo (1995), voetballer
- Mabel (1996), zangeres
- José Ángel Pozo (1996), voetballer
- José Luis Muñoz León (1997), voetballer
- Brahim Díaz (1999), voetballer
- Bryan Zaragoza (2001), voetballer
- Natalia Padilla (2002), Pools voetbalster

## Overleden
- Ro van Oven, Nederlands feministe, schrijfster, vertaalster, kunsthistorica en journaliste (1969)
- Jorge Guillén, Spaans dichter (1984)
- Léon Degrelle, Belgisch fascistenleider (1994)
- Miguel Najdorf, Pools schaker (1997)
- Gerard van der Schroeff, Surinaams politicus (2000)
- Prince de Lignac, Nederlands zakenman en multimiljonair (2001)
- Pia Beck, Nederlands jazzpianiste en zangeres (2009)
- Addo Stuur, Nederlands schrijver (2021)

## Partnersteden
- Al Ajoen (Westelijke Sahara)
- Faro (Portugal)
- Mobile (Verenigde Staten)
- Passau (Duitsland), sinds 1987
- Tyrus (Libanon)